# Marcel Depré
Pour les articles homonymes, voir Depré.
Ne doit pas être confondu avec Marcel Deprez.
Marcel Depré, né le 11 juillet 1919 à Rochefort (Charente-Maritime) et mort le 9 octobre 1990 à Pont-l'Abbé, est un artiste français.

## Biographie
Élève de l'École Estienne à Paris (1933-1937), il devient Peintre de la Marine en 1973.
Il est attiré par le Pays Bigouden et le Sud de la France particulièrement les Alpilles. Il est l'ami entre autres de Yves Brayer et Lucien Fontanarosa.
Il a remporté de nombreux prix dont le grand prix de la ville de Paris et le prix l'Île-de-France. Certaines de ses œuvres sont conservées au Musée d'art moderne de la ville de Paris, au Musée national de la Marine, au musée des Baux-de-Provence.
[

## Œuvres
Peinture
- Plaza[2]

Illustration de livres
- Le Songe d'or de Charles Nodier, Paris, éditions I. P. C. collection “Les Éclectiques” 1945
- Margot d’Alfred de Musset, Paris, éditions I.P.C., collection “Les Éclectiques” 1945
- participation au livre collectif La pêche en Bretagne aux éditions Le Télégramme